# Sjöcharmörerna
Sjöcharmörerna (engelska: Men O' War) är en amerikansk komedifilm med Helan och Halvan från 1929 regisserad av Lewis R. Foster.

## Handling
Helan och Halvan är två sjömän som lyckas charma två unga kvinnor. De bjuder kvinnorna på varsitt glas läsk men har inte tillräckligt med pengar vid betalningen. Halvan försöker vinna pengar från en enarmad bandit, och på bara ett försök vinner han pengar. För de pengarna hyr de senare en roddbåt, och efter en stund börjar alla andra att bråka på sjön.

## Om filmen
När filmen hade Sverigepremiär 15 maj 1930 på biografen Palladium i Stockholm gick den under titeln Helan och Halvan i Sjöcharmörerna. Alternativa titlar till filmen är Sjöcharmörerna, Helan och Halvan i Raska sjömän (1930), Helan och Halvan i Raska sjömän ohoj (1946) och Raska sjömän (1969).
Scenen där Helan och Halvan inte har tillräckligt med pengar till läsk är en remake av samma scen i duons stumfilm Trötta miljonärer från 1928.
Detta är James Finlaysons första ljudfilm, och den första där han säger D'oh!. Ett citat som senare kom att användas av karaktären Homer Simpson (spelad av Dan Castellaneta i TV-serien The Simpsons.

## Rollista
- Stan Laurel – Stan (Halvan)
- Oliver Hardy – Ollie (Helan)
- James Finlayson – läskförsäljare
- Anne Cornwall – Stans flickvän
- Gloria Greer – Ollies flickvän
- Harry Bernard – polis
- Charlie Hall – man i båt
- Baldwin Cooke – man i båt[2]